# L. P. Hartley
Leslie Poles Hartley (Whittlesey, 30 dicembre 1895 – Londra, 13 dicembre 1972) è stato uno scrittore inglese.

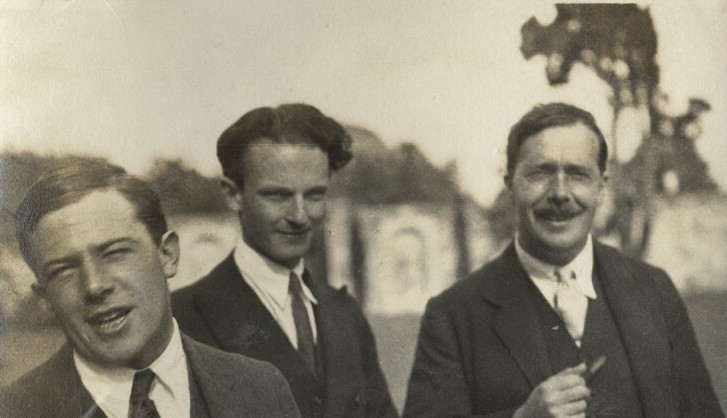
Da sinistra a destra: Sir Maurice Bowra, Sylvester Govett Gates & L.P. Hartley

Fu un famoso scrittore inglese, molto conosciuto per il suo romanzo L'età incerta, dal quale fu tratto nel 1971 il celebre film Messaggero d'amore.

## Opere
- Night Fears (1924)
- Simonetta Perkins (1925)
- The Killing Bottle (1932
- Lorenzo (The Shrimp and the Anemone) (1944), Eustace and Hilda Trilogy I
- The West Window (1945)
- Il sesto cielo (The Sixth Heaven) (1946), Eustace and Hilda Trilogy II
- Eustace and Hilda (1947), Eustace and Hilda Trilogy III
- The Travelling Grave and Other Stories (1948)
- The Boat (1949)
- My Fellow Devils (1951)
- L'età incerta (The Go-Between) (1953)
- The White Wand and Other Stories (1954)
- A Perfect Woman (1955)
- The Hireling (1957)
- Giustizia facciale (Facial Justice) (1960)
- The Bachelors (1960), insieme a Muriel Spark
- Two for the River (1961),
- The Brickfield (1964)
- The Betrayal (1966)
- Poor Clare (1968)
- The Collected Short Stories of L. P. Hartley (1968)
- The Love-Adept: A Variation on a Theme (1969)
- My Sisters' Keeper (1970)
- Mrs. Carteret Receives (1971)
- The Harness Room (1971)
- The Collections: A Novel (1972)

### Edizioni in italiano
- Leslie Poles Hartley, Lorenzo, Rizzoli, Milano 1947
- Leslie Poles Hartley, La bara ambulante, Theoria, 1989
- Leslie Poles Hartley, Il dipinto di Mr Blandfoot e altri racconti, Giunti, Firenze 1995
- Leslie Poles Hartley, Giustizia facciale, Liberilibri, Macerata 2007
- Leslie Poles Hartley, Simonetta Perkins, Nottetempo, Roma 2008